# Tour di Antonello Venditti
Questa pagina contiene le informazioni sui tour del cantautore italiano Antonello Venditti.

## 1974 - 1975 In Tour con Perigeo
- Udine, Teatro Cristallo
- 10 aprile, Roma, Liceo Francesco D'Assisi
- 9 dicembre, Roma, Teatro Brancaccio
- 10 dicembre, Arezzo, Teatro Politeama
- 11 dicembre, Siena, Teatro Impero
- 12 dicembre, Bologna, Palasport
- 13 dicembre, Bassano del Grappa, Teatro Remondini
- ?? dicembre, Foligno
- 16 dicembre, Perugia, Teatro Turreno
- 17 dicembre, Livorno, Teatro Goldoni
- 18 dicembre, Macerata, Teatro Lauro Rossi
- 19 dicembre, Ancona, Teatro Metropolitan

http://www.sopi.it/nuovosound/nscop074.htm

## 1975 Tour "Lilly" con Orchestra Musica Cultura di Roma e Saro Liotta
- ? ottobre, Sassuolo Poker club
- 6 dicembre, Padova, Palasport
- 9 dicembre, Reggio nell'Emilia, Palasport
- 10 dicembre, Torino, Palasport
- 11 dicembre, Milano, PalaLido
- 12 dicembre, Pesaro, Palasport
- 15 dicembre, Genova, Teatro Genova (pomeriggio)
- 15 dicembre, Genova, Teatro Genova (sera)
- 16 dicembre, Brescia, Palasport
- 17 dicembre, La Spezia, Teatro Monteverdi
- 18 dicembre, Novara, Palasport
- 19 dicembre, Varese, Palasport
- ?? Crema
- ?? Trento

## 1976 Concerti con Saro Liotta
- 30 gennaio, Milano, PalaLido
- 2 febbraio, Caltanissetta, Supercinema
- 3 febbraio, Palermo, Teatro Biondo Stabile
- 4 febbraio, Siracusa, Teatro Verga
- 5 febbraio, Milano, Teatro Quartiere Quarto Oggiaro
- 6 febbraio, Milano, Teatro Quartiere Quarto Oggiaro
- 7 febbraio, Milano, Teatro Quartiere Quarto Oggiaro
- 8 febbraio, Milano, Teatro Quartiere Quarto Oggiaro
- 10 febbraio, Savona, Teatro Astor
- 11 febbraio, Genova, Teatro Ambra
- 12 febbraio, Genova, Teatro Roma
- 13 febbraio, Bordighera
- 17 febbraio, Cucciago, Palasport Pianella
- ? aprile,    Modena, Dancing Mac II

## 1977 Concerti con Ivan Graziani e Latte e Miele
- 1º febbraio, Palermo, Teatro Biondo Stabile
- 2 febbraio, Palermo, Teatro Biondo Stabile
- 3 febbraio, Catania, Teatro Ambasciatori
- 22 aprile, Roma, Tenda a strisce

## 1978 Tour "Sotto il Segno dei Pesci" con Stradaperta, Carlo Siliotto e Marcello Vento
- 16 maggio, Roma, Cinema Harlem/Labaro (concerto prova)
- 19 maggio, San Mauro Mare, Geo club
- 20 maggio, Argenta, Nuovo Mondo club
- 21 maggio, Gualtieri, 501 club
- 22 maggio, Formigine, Picchio Rosso club
- 25 maggio, Sanremo, Tenda Mins
- 27 maggio, Torino, Palasport
- 28 maggio, Collecchio, Taro Taro club
- 29 maggio, Bologna, Palasport
- 30 maggio, Rimini, Palasport
- 31 maggio, Toscanella di Dozza, Piro Piro club
- 1º giugno, Carpi, Picchio Rosso club
- 2 giugno, Ancona, Teatro Goldoni (pomeriggio & sera)
- 3 giugno, Cancelli, Boomerang club
- 4 giugno, San Polo d'Enza, Tartaruga club
- 5 giugno, Firenze, Campo Sportivo
- 8 giugno, Finale Emilia, Jeans club
- 9 giugno, Mantova, Caravel club
- 10 giugno, Arezzo, Principe club
- 11 giugno, Prato Sesia, La Pipa club
- 13 giugno, Piumazzo, Kiwi club
- 15 giugno, Lucca, Festival Avanti
- 16 giugno, Borgo San Lorenzo, Festa de l'Unità
- 17 giugno, Reggio nell'Emilia, Festa de l'Unità/Palasport
- 18 giugno, Oscasale, DiedRon club
- 20 giugno, Piacenza, Festa de l'Unità
- 21 giugno, Grone di Casazza, Stadio
- 22 giugno, Borgo Vercelli, Globo club
- 23 giugno, Fontanellato, Jumbo club
- 24 giugno, Arquà Polesine, Popsy club
- 25 giugno, Reggio nell'Emilia, Marabù club (pomeriggio)
- 25 giugno, Reggio nell'Emilia, Marabù club (sera)
- 26 giugno, Montevarchi, Stadio Gastone Brilli Peri
- 27 giugno, Melzo, Stadio comunale
- 28 giugno, Lugano, Tenda
- 29 giugno, Acqui Terme, Festa de l'Unità
- 2 luglio, Marmirolo, El Patio club (pomeriggio)
- 2 luglio, Marmirolo, El Patio club (sera)
- 3 luglio, Santhià, Sporting club
- 4 luglio, Cucciago, Palasport Pianella
- 5 luglio, Prato, Festa de l'Unità
- 6 luglio, Roma, Villa Doria Pamphili
- 7 luglio, Ravenna, Festival Avanti
- 8 luglio, Valenza, Festa de l'Unità
- 9 luglio, Ferrara, Festa de l'Unità
- 10 luglio, Ceggia, Festa de l'Unità/Campo Sportivo
- 11 luglio, Cento, Festa di Sant'Agostino
- 12 luglio, Castel San Pietro Terme, Festa de l'Unità
- 13 luglio, Montecatini Terme, Festival Avanti
- 14 luglio, Castelfiorentino, Festa de l'Unità
- 15 luglio, Cesena
- 17 luglio, Arzignano, Campo Sportivo/Piscina
- 18 luglio, Bibione, Teatro Tenda
- 19 luglio, Mira, Festa de l'Unità
- 20 luglio, San Mauro Mare, Geo club
- 21 luglio, Miramare, Altro Mondo Studios
- 22 luglio, Castel del Piano, Piazza
- 23 luglio, Fano, Stadio Borgo Metauro
- 24 luglio, Ancona, Parco Cittadella
- 25 luglio, Termoli, Festa de l'Unità/Stadio Gino Cannarsa
- 26 luglio, Ortona, Festa de l'Unità
- 28 luglio, Venturina Terme
- 29 luglio, Chiavari, Stadio Comunale
- 30 luglio, Verrua Po, Campo Sportivo
- 31 luglio, Cittadella, Campo della Marta
- 1º agosto, Acquanegra sul Chiese, Festa de l'Unità
- 2 agosto, Caorle, Campo Sportivo
- 3 agosto, Porto Recanati, Arena Beniamino Gigli
- 4 agosto, Ischia, Stadio del Porto
- 5 agosto, Castellammare di Stabia, Stadio Romeo Menti
- 6 agosto, Cava de' Tirreni, Stadio Comunale
- 8 agosto, Miramare, Altro Mondo Studios
- 9 agosto, San Mauro Mare, Geo club
- 10 agosto, Pescara, Le Najadi
- 11 agosto, Lignano Sabbiadoro, Stadio Comunale
- 12 agosto, Chiesina Uzzanese, Dancing Don Carlos club
- 16 agosto, Riccione, La Baita club
- 17 agosto, Orbetello, Teatro Tenda Argentario 2000
- 18 agosto, Viareggio, Stadio Dei Pini
- 19 agosto, Sarzana, Stadio Miro Luperi
- 20 agosto, Agordo, Stadio
- 24 agosto, Cuneo
- 26 agosto, San Mauro Mare, Geo club
- 27 agosto, Maserà di Padova, Tuca-Tuca club
- 28 agosto, Rimini, Festival Avanti
- 29 agosto, Savona, Stadio Valerio Bacigalupo
- 30 agosto, Livorno, Stadio Comunale Ardenza
- 31 agosto, Castiglione della Pescaia, Orto del Lilli
- 1º settembre, Pavia, Castello Visconteo
- 2 settembre, Varese, Palasport
- 3 settembre, Treviso, Castello
- 4 settembre, Villafranca di Verona, Stadio Comunale
- 5 settembre, Imola, Festa de l'Unità
- 6 settembre, Terni
- 9 settembre, Genova, Festival Avanti (pomeriggio)
- 10 settembre, Ravenna, Ca' del Liscio (pomeriggio)
- 11 settembre, Formigine, Picchio Rosso club
- 12 settembre, Macerata, Arena Sferisterio
- 13 settembre, Gualtieri, 501 club
- 14 settembre, Vicenza, Festa de l'Unità
- 15 settembre, Bologna, Palasport
- 16 settembre, Russi
- 17 settembre, Migliaro, Dancing Severi club
- 18 settembre, Pordenone, Stadio Ottavio Bottecchia

## 1980 Tour "Buona Domenica" Inverno con Stradaperta, Carlo Siliotto, Marcello Vento e Alessandro Centofanti
- 30 gennaio, Torino, Palasport
- 31 gennaio, Genova, Palasport
- 1º febbraio, Pisa, Palasport
- 2 febbraio, Siena, Palasport
- 3 febbraio, Forlì, Palasport
- 7 febbraio, Padova, Palasport San Lazzaro
- 8 febbraio, Cucciago, Palasport Pianella
- 9 febbraio, Brescia, Palasport
- 12 febbraio, Napoli, Palasport
- 14 febbraio, Roma, Tenda a Strisce (sera)
- 15 febbraio, Roma, Tenda a Strisce (sera)
- 16 febbraio, Roma, Tenda a Strisce (sera)
- 17 febbraio, Roma, Tenda a Strisce (pomeriggio)
- 22 febbraio, Firenze, Teatro Tenda
- 23 febbraio, Firenze, Teatro Tenda
- 24 febbraio, Firenze, Teatro Tenda
- 26 febbraio, Piumazzo, Kiwi Club
- 27 febbraio, Reggio nell'Emilia, Marabù Club
- 28 febbraio, Mirabello Monferrato, Life Club
- 29 febbraio, Lugo, Bacarà Club
- 1º marzo, Ellera, Quasar Club
- 6 marzo, Milano, Palasport
- 7 marzo, Milano, Palasport
- 10 marzo, Bologna, Palasport
- 11 marzo, Parma, Palasport
- 12 marzo, Udine, Palasport

## 1980 Tour "Buona Domenica" Estate con Stradaperta, Carlo Siliotto, Bruno Bergonzi e Alessandro Centofanti
- 17 luglio, Palermo, Stadio Comunale
- 18 luglio, Catania, Stadio Cibali
- 19 luglio, Siracusa, Stadio Vittorio Emanuele III
- 20 luglio, Scicli, Stadio Ciccio Scapellato
- 22 luglio, Lecce, Stadio Comunale
- 23 luglio, Taranto, Stadio Erasmo Iacovone
- 24 luglio, Bari, Stadio Comunale
- 26 luglio, Cesena, Stadio La Fiorita
- 27 luglio, Formia, Stadio S. Pietro
- 28 luglio, Nettuno, Stadio Comunale
- 29 luglio, Cittadella, Castello
- 1º agosto, Savona, Stadio Valerio Bacigalupo
- 2 agosto, Sanremo, Stadio Comunale
- 4 agosto, Sestri Levante, Stadio Giuseppe Sivori
- 5 agosto, Frugarolo, Piazza
- 7 agosto, Senigallia, Piazza del Duca
- 8 agosto, Porto Recanati, Arena Beniamino Gigli
- 9 agosto, Sarzana, Stadio Miro Luperi
- 10 agosto, Acilia, Campo Sportivo Cristal
- 11 agosto, Grosseto, Stadio Comunale Olimpico
- 12 agosto, Viareggio, Stadio dei Pini
- 14 agosto, Martinsicuro, Stadio
- 16 agosto, Porto San Giorgio, Stadio Comunale
- 17 agosto, San Marino, Campo Sportivo Serravalle
- 4 settembre, Voghera, Stadio Comunale
- 5 settembre, Brescia, Stadio
- 6 settembre, Padova, Palasport
- 8 settembre, Fiuggi, Stadio Comunale
- 9 settembre, Bologna, Festival Unità
- 10 settembre, Genova, Palasport
- 11 settembre, Torino, Palasport
- 12 settembre, Firenze, Cascine/Prato delle Cornacchie
- 13 settembre, Terni, Villa
- 14 settembre, Schio, Stadio de Rigo
- 15 settembre, Mestre, Stadio Comunale
- 16 settembre, Piumazzo, Kiwi Club

## 1982 Tour "Sotto la Pioggia"
- 13 agosto, Cesenatico, Stadio Moretti
- 17 agosto, Letojanni, Stadio Comunale
- 18 agosto, Bagheria, Stadio Comunale
- 19 agosto, Piazza Armerina, Piazza
- 22 agosto, Messina, Caserma Ainis
- 26 agosto, Nogara, Stadio Comunale
- 27 agosto, Massa, Villa Malaspina
- 4 settembre, Garlasco, Campo Sportivo
- 5 settembre, Arezzo, Fortezza Medicea
- 6 settembre, La Spezia, Stadio Comunale Alberto. Picco
- 7 settembre, Reggio Emilia, Campovolo
- 11 settembre, Verona, Arena Festival Bar -Video Rai
- 13 settembre, Roma, Piazzale del Pincio
- 15 settembre, Tirrenia, Festival Unità
- 18 settembre, Bormio, Palasport
- 24 settembre, Padova, Palasport
- 25 settembre, Fiano Romano, Campo Sportivo
- 26 settembre, San Rufo, Palasport
- 29 settembre, Vercelli, La Peschiera Club
- 30 settembre, Torino, Palasport
- 2 ottobre, Gualdo Tadino, Papillion Club

### Musicisti
- Derek Wilson: batteria
- Maurizio Boriolo, Alessandro Centofanti: tastiere
- Renato Bartolini: chitarra acustica ed elettrica, mandolino, cori
- Rodolfo Lamorgese: chitarra acustica, armonica, percussioni, cori
- Claudio Prosperini: chitarra elettrica (lead)
- Claudio Bazzarri: chitarra elettrica (lead)
- Marco Vannozzi: basso
- Marco Valentini: sax e flauto

## 1983 - Circo Massimo I
- 12 maggio, Dortmund, Westfalenhallen, Concerto insieme a: Al Bano & Romina Power, Alice, Ricchi e Poveri, Umberto Tozzi, Toto Cutugno, Loredana Bertè e Gianna Nannini
- 15 maggio, Roma, Circo Massimo, concerto gratuito "Grazie Roma"

### Musicisti
- Derek Wilson: batteria
- Maurizio Boriolo: tastiere
- Alessandro Centofanti: tastiere
- Renato Bartolini: chitarra acustica ed elettrica, mandolino, cori
- Rodolfo Lamorgese: chitarra acustica, armonica, percussioni, cori
- Claudio Prosperini: chitarra elettrica (lead)
- Mario Schillirò: chitarra elettrica (lead)
- Marco Vannozzi: basso
- Marco Valentini: sax e flauto

## 1984 - Circo Massimo II
- 30 maggio, Roma, Circo Massimo, Concerto Ripresa Rai TV

Estate - One Man Band Tour
- 1º luglio, Torre del Greco
- 5 luglio, Gardone Riviera
- 6 luglio, Fermignano
- 7 luglio, Rieti
- 13 luglio, Piumazzo
- 14 luglio, Finale Ligure
- 18 luglio, Forlì
- 21 luglio, Grado
- 25 luglio, Cirigliano di Aversa
- 26 luglio, Ruvo di Puglia
- 28 luglio, Noicattaro
- 29 luglio, Vieste
- 31 luglio, Locorotondo
- 2 agosto, Rossano Scalo
- 3 agosto, Polistena
- 5 agosto, Marsala
- 6 agosto, Augusta
- 7 agosto, San Cataldo
- 8 agosto, Bagheria
- 10 agosto, Ramacca
- 11 agosto, San Martino Valle Caudina
- 12 agosto, Amaseno
- 13 agosto, Civitanova Marche
- 15 agosto, Cortina d'Ampezzo
- 20 agosto, Roccaraso
- 26 agosto, Amatrice
- 29 agosto, Treviso
- 30 agosto, Ravenna
- 1º settembre, Fiuggi
- 1º settembre, Città di Castello
- 9 settembre, Tivoli, Villa Adriana
- 10 settembre, Quindici
- 11 settembre, Calvi Risorta
- 21 settembre, Piove di Sacco
- 23 settembre, Teramo
- 30 settembre, Scorrano
- 6 ottobre, Varese
- 7 ottobre, Brescia
- 18 ottobre, Milano
- 19 ottobre, Milano
- 20 ottobre, Milano
- 20 novembre, Torino, Palasport

## 1986 Tour Venditti & Segreti
Estate:
- 21 luglio, Melendugno, Stadio
- 22 luglio, Bari, Fiera del Levante
- 23 luglio, Ostuni, Parco Bianco
- 25 luglio, Sapri, Stadio Italia
- 26 luglio, Marconia, Stadio Comunale
- 27 luglio, Catanzaro, Stadio Comunale
- 29 luglio, Bagheria, Stadio Comunale
- 30 luglio, Caltagirone, Villa
- 31 luglio, Messina, Stadio Giovanni Celeste
- 2 agosto, Noto, Stadio Comunale
- 3 agosto, Belmonte Calabro, Campo Sportivo
- 6 agosto, Arma di Taggia, Ex Caserma Revelli
- 7 agosto, Pietra Ligure, Campo Sportivo
- 9 agosto, Trivento, Campo Sportivo
- 10 agosto, Pescara, Stadio Adriatico
- 11 agosto, Alba Adriatica, Stadio
- 14 agosto, Nettuno, Stadio Comunale
- 15 agosto, Civitavecchia, Stadio Giovanni Maria Fattori
- 16 agosto, Sestri Levante, Stadio Giuseppe Sivori
- 17 agosto, Cairo Montenotte, Stadio polisportivo Vesima
- 19 agosto, Salerno, Stadio Donato Vestuti
- 21 agosto, Minturno, Stadio Caracciolo - Carafa
- 24 agosto, Lido di Camaiore, Campo Sportivo
- 28 agosto, Castellucchio, Campo Sportivo
- 30 agosto, Macerata, Arena Sferisterio
- 31 agosto, Moie, Stadio Pierucci
- 2 settembre, Varese, Stadio Franco Ossola
- 3 settembre, Modena, Festa de l'Unità
- 6 settembre, Milano, Arena Civica (Festa nazionale de l'Unità)
- 8 settembre, Treviso, Piazza dei Signori
- 12 settembre, Firenze, Piazza della Signoria, Video Rai
- 14 settembre, Cologna Veneta, Piazza del Duomo
- 16 settembre, Dogliani, Campo Sportivo
- 18 settembre, Genova, Palasport
- 19 settembre, Novara, Stadio Comunale
- 20 settembre, Cassano d'Adda, Villa Borromeo
- 21 settembre, La Spezia, Stadio Alberto Picco
- 23 settembre, Terni, Stadio Libero Liberati
- 26 settembre, Torino, Palasport

### Musicisti
- Derek Wilson - batteria
- Fabio Pignatelli - basso elettrico
- Alessandro Centofanti - pianoforte, organo e tastiere
- Nico Gaeta - tastiere
- Renato Bartolini - chitarre
- Marco Rinalduzzi - chitarra elettrica

Inverno:
- 11 ottobre,  Canada, Toronto, Massey Hall, con Luca Carboni
- 2 dicembre, Padova, Palasport
- 5-7 dicembre, Roma, Palazzo dello Sport
- 9 dicembre, Milano, Palatrussardi
- 11 dicembre, Napoli, Palasport
- 14 dicembre, Livorno, Palasport

- Derek Wilson - batteria
- Fabio Pignatelli - basso elettrico
- Alessandro Centofanti - pianoforte, organo e tastiere
- Nico Gaeta - tastiere
- Renato Bartolini - chitarre
- Marco Rinalduzzi - chitarra elettrica

## 1987 Tour Venditti & Segreti
- 3 agosto, Rionero in Vulture, Stadio Pasquale Corona
- 5 agosto, Vieste, Stadio
- 6 agosto, Conversano, Stadio Peppino Lorusso
- 8 agosto, Torrenova, Fiera
- 9 agosto, Acireale, Stadio Comunale
- 11 agosto, Palermo, Stadio La Favorita
- 13 agosto, Paola, Stadio Eugenio Tarsitano
- 14 agosto, Crotone, Stadio Ezio Scida
- 16 agosto, Avellino, Piazza Municipio
- 19 agosto, San Salvo, Stadio
- 21 agosto, Ischia-Lacco Ameno, Negombo Dancing
- 22 agosto, Marina di Ascea, Stadio
- 25 agosto, Frosinone, Fiera
- 26 agosto, L'Aquila, Stadio Tommaso Fattori
- 27 agosto, Venafro, Stadio Comunale Pedemontana
- 29 agosto, Cava de' Tirreni, Stadio Simonetta Lamberti
- 4 settembre, Canicattì, Stadio Carlotta Bordonaro
- 5 settembre, Palazzo Adriano, Piazza
- 7 settembre, Modica, Stadio Polisportivo Caitina
- 12 settembre, Rieti, Stadio Comunale Nuovo
- 15 settembre, Genzano di Roma, Stadio Comunale
- 17 settembre, Cosenza, Stadio San Vito
- 19 settembre, Francavilla Fontana, Stadio Comunale Umberto I
- 22 settembre,  Svizzera, Zurigo, Volkshaus
- 23 settembre,  Svizzera, Lugano, Palasport
- 25 settembre,  Svizzera, Montreux, Casinò
- 26 settembre,  Svizzera, Zurigo, Volkshaus

### Musicisti
- Derek Wilson - batteria
- Fabio Pignatelli - basso elettrico
- Alessandro Centofanti - pianoforte, organo e tastiere
- Nico Gaeta - tastiere
- Renato Bartolini - chitarre
- Marco Rinalduzzi - chitarra elettrica

## 1988 Tour In questo mondo di ladri
- 7 ottobre, Roma, Stadio Flaminio
- 8 ottobre, Torino
- 11 ottobre, Milano
- 14 ottobre, Padova
- 15 ottobre, Parma, PalaRaschi
- 17 ottobre, Modena, Palasport
- 18 ottobre, Villorba, PalaVerde
- 22 ottobre, Siena, Palasport
- 25 ottobre, Torino, Palasport
- 27 ottobre, Pistoia, Palasport
- 29 ottobre, Castel Morrone, PalaMaggiò
- 7 novembre, Genova, Palasport
- 8 novembre, Forlì, PalaGalassi
- 10 novembre, Livorno, Palasport
- 15 novembre, Perugia, Palasport
- 16 novembre, Napoli, PalaPartenope
- 19 novembre, Chieti, Palasport
- 22 novembre, Firenze, Palasport
- 24 novembre, Bergamo, Palasport
- 27 novembre,  Svizzera, Locarno
- 30 novembre, Padova, Palasport
- 4 dicembre, Milano, PalaTrussardi
- 9 dicembre, Caraglio
- 12 dicembre, Brescia, Palasport
- 16 dicembre, Verona, Palasport
- 17-18 dicembre, Roma, Palazzo dello Sport
- ? Bassano del Grappa, Stadio Rino Mercante

## 1989
- 16 maggio, Colleferro, Teatro Tenda
- 9 agosto, Ostuni
- 11 agosto, Alba Adriatica
- 12 agosto, Nettuno
- 14 agosto, San Vincenzo
- 16 agosto, Pietra Ligure
- 17 agosto, La Spezia
- 19 agosto, Fano
- 20 agosto, San Martino Valle Caudina
- 22 agosto, L'Aquila
- 26 agosto, Castagnole delle Lanze
- 2 settembre, Viterbo
- 3 settembre, Rieti
- 8 settembre, Torino, Stadio Comunale
- 9 settembre, Genova, Festa de l'Unità
- 11 settembre, Guidonia Montecelio, Stadio Comunale
- 15 settembre, Campi Bisenzio
- 16 settembre, Livorno

## 1990
- 28 luglio, Sezze (Latina)
- Sassari
- 11 agosto, Ariano Irpino, Teatro Tenda
- 16 agosto, Avellino, Piazzale stadio Partenio
- 9 settembre, Messina, Ente Fiera
- 11 settembre, Catania, Ente Fiera Playa
- 14 settembre, Salerno, Stadio Donato Vestuti
- 22 settembre, Campobasso, Stadio Nuovo Romagnoli

## 1991
- agosto, Provincia di Latina
- 23 agosto, Taormina, Tout' 'Va
- 10 ottobre, Roma, Stadio Flaminio
- 7 novembre, Torino, Palastampa
- 11 novembre, Villorba, PalaVerde
- 14 novembre, Firenze, Palasport
- 16 novembre, Torino, Palastampa
- 19 novembre, Modena, Palasport
- 21 novembre, Genova, Palasport
- 23 novembre, Forlì, PalaFiera
- 25 novembre, Milano, Mediolanum Forum
- 29 novembre, Parma, PalaRaschi
- 3 dicembre, Siena, Palasport

## 1992 Alta marea tour
- 22 maggio, Cava de' Tirreni, Stadio Simonetta Lamberti
- 25 maggio, Verona, Arena di Verona
- 28 maggio, Milano, Stadio San Siro
- 4 giugno, Roma, Stadio Flaminio
- 5 giugno, Roma, Stadio Flaminio
- 9 giugno, Bari, Stadio San Nicola
- 11 giugno, Bologna, Stadio Renato Dall'Ara
- 13 giugno, Ascoli Piceno, Stadio Cino e Lillo Del Duca
- 16 giugno, Firenze, Stadio del baseball
- 18 giugno, Torino, Stadio Delle Alpi
- 20 giugno, Perugia, Stadio Renato Curi
- 23 giugno, Merano, Ippodromo di Maia
- 26 giugno, Passariano di Codroipo, Villa Manin
- 28 giugno, Foggia, Stadio Pino Zaccheria
- 2 agosto, Cecina, Stadio Comunale
- 4 agosto, La Spezia, Stadio Alberto Picco
- 6 agosto, Porto Recanati, Nuovo stadio comunale
- 8 agosto, Rimini, Stadio Romeo Neri
- 10 agosto, Silvi Marina, Stadio comunale
- 12 agosto, Fondi, Stadio comunale
- 14 agosto, Nettuno, Stadio comunale
- 16 agosto, Catanzaro, Stadio Nicola Ceravolo
- 18 agosto, Bernalda, Stadio comunale Michele Lorusso
- 20 agosto, Lecce, Stadio Via del Mare
- 23 agosto, L'Aquila, Stadio Tommaso Fattori
- 25 agosto, Milazzo, Stadio Grotta Polifemo
- 27 agosto, Palermo, Stadio La Favorita
- 29 agosto, Caltagirone, Stadio Agesilao Greco
- 31 agosto, Reggio Calabria, Stadio comunale
- 2 settembre, Viterbo, Stadio comunale
- 4 settembre, Dicomano, Stadio comunale
- 6 settembre,  Svizzera, Locarno, Piazza Grande
- 8 settembre, Reggio nell'Emilia, Festa de l'Unità
- 10 settembre, Bassano del Grappa, Stadio Rino Mercante
- 12 settembre, Castagnole delle Lanze, Piazza Carlo Giovannone
- 15 settembre, Genova, Stadio Giacomo Carlini
- 17 settembre, Pisa, Piazza dei Cavalieri
- 21 settembre, Napoli, Stadio Arturo Collana
- 23 settembre, Cosenza, Stadio San Vito
- 25 settembre, Potenza, Stadio comunale Macchia Giocoli
- 29 settembre, Andria, Area concerti L'ottagono
- 1º ottobre, Salerno, Stadio Donato Vestuti
- 3 ottobre, Castel Morrone, PalaMaggiò

## 1992
- 11 ottobre, Roma, Circo Massimo, concerto gratuito contro il razzismo

## 1995
- 28 settembre, Palermo, Stadio La Favorita
- 7 ottobre, Roma, Stadio Olimpico
- 9 ottobre, Roma, Stadio Olimpico
- 9 novembre, Torino, Palastampa
- 13 novembre, Villorba, PalaVerde
- 16 novembre, Bolzano, PalaOnda
- 18 novembre, Casalecchio di Reno, Palasport
- 23 novembre, Milano, Mediolanum Forum
- 28 novembre, Firenze, Palasport
- 30 novembre, Verona, Palasport
- 2 dicembre, San Benedetto del Tronto, Palacongressi
- 6 dicembre, Bari, PalaFlorio
- 8 dicembre, Castel Morrone, PalaMaggiò
- 12 dicembre, Genova, Palasport

## 1996 Ogni volta tour estate
- 5 luglio, Napoli, nell'ambito della trasmissione "Te voglio bene assaje"
- 2 agosto, Caltanissetta, Stadio Pian del Lago
- 6 agosto, Reggio Calabria, Stadio comunale
- 8 agosto, Catanzaro, Stadio Nicola Ceravolo
- 11 agosto, Lecce, Stadio Via del Mare
- 13 agosto, Nettuno, Stadio comunale
- 16 agosto, Sanremo, Stadio comunale
- 18 agosto, Saint Vincent, Stadio Pier Giorgio Perrucca
- 20 agosto, Livorno, Stadio Armando Picchi
- 24 agosto, Pescara, Stadio Adriatico
- 27 agosto, Cava de' Tirreni, Stadio Simonetta Lamberti
- 29 agosto, Firenze, Stadio del baseball
- 31 agosto, Brescia, Stadio rugby
- 6 settembre,  Svizzera, Locarno
- 14 settembre, Rosà
- 19 settembre, Modena
- 26 settembre, Bari
- 2 ottobre, Cosenza, Stadio San Vito
- 10 ottobre, Cagliari
- 12 ottobre, Olbia
- 17 ottobre, Torino, Palastampa
- 19 ottobre, Milano, Mediolanum Forum
- 5 novembre, Forlì, PalaFiera
- 7 novembre, Pordenone, Palasport
- 9 novembre, Treviglio, Palasport
- 11 novembre, Parma, PalaRaschi
- 16 novembre, Porto San Giorgio, Palasport
- 12 dicembre, Acireale, Palasport

## 1997
- 13 giugno, Bari, Stadio San Nicola, Inaugurazione giochi del Mediterranero
- 8 agosto, Catania, Villa Bellini
- 16 agosto, Viareggio, Festival Puccini, Teatro all'aperto, chiusura del festival
- 18 agosto, Santa Margherita Ligure, Covo di Nord-Est
- 25 agosto, Foggia, Fiera
- 9 settembre, Caltanissetta, Stadio Pian del Lago
- ?  Monaco, Montecarlo, Sporting club/Salle des Etoile

## 1998
- 14 febbraio, Roma, Palazzo dello Sport, Voci libere per Amnesty international con Simple Minds e Khaled
- 15 giugno, Bari, Fiera del Levante
- 3 luglio, Campione d'Italia, Piazzale a Lago
- 16 agosto, Ischia-Lacco Ameno, Negombo Dancing
- 18 agosto, Cirella Antica, Anfiteatro dei Ruderi
- 20 agosto, Siracusa, Palamare
- 28 agosto, Cagliari, Fiera Campionaria
- ? Messina
- 30 novembre, Roma, Teatro Sistina, concerto di beneficenza con Renato Zero e Pino Daniele
- 12 dicembre, Plan de Corones

## 1999 Goodbye N9vecento
- 8 marzo, Roma, Università La Sapienza, Lezione/concerto in occasione dei cinquant'anni di Antonello
- 8 ottobre, Roma, Stadio Olimpico, "L'evento"
- 16 dicembre, Milano, Mediolanum Forum
- 31 dicembre, Reggio Calabria, Lungomare corso Matteotti, Capodanno in diretta su Rai 1

## 2000 Che tesoro che sei Tour 2000
- 2 gennaio, Taormina, Teatro Antico
- ? febbraio, Festival di Sanremo, presenta Fabio Fazio, Antonello canta "Che tesoro che sei" e "Su questa nave chiamata musica"

## 2000 Su questa nave chiamata musica
- 1º aprile, Torino, Teatro Colosseo
- 3 aprile, Napoli, Teatro Augusteo
- 7 aprile, Firenze, Teatro Verdi
- 10 aprile, Vercelli, Teatro Civico
- 12 aprile, Piacenza, Teatro Politeama
- 15 aprile, Venezia, Palafenice
- 17 aprile,  Svizzera, Lugano, Palacongressi
- 19 aprile, Bologna, Teatro Europauditorium
- 26 aprile, Reggio nell'Emilia, Teatro Municipale Romolo Valli
- 28 aprile, Livorno, Teatro La Gran Guardia
- 2 maggio, Udine, Teatro Nuovo Giovanni da Udine
- 4 maggio, Bergamo, Teatro Gaetano Donizetti
- 6 maggio, Brescia, Teatro Tenda
- 8 maggio, Mantova, Teatro Ariston
- 16 maggio, Sulmona, Teatro Comunale Maria Caniglia
- Monaco, Montecarlo, Sporting club/Salle des Etoile
- 22 luglio, Bisceglie, Sporting Club
- 24 luglio, Brindisi, Stadio Comunale
- 27 luglio, Lucera, Castello Svevo
- 8 agosto, Sora, Piazza
- 11 agosto, Ischia-Lacco Ameno, Negombo Dancing
- 13 agosto, Scerni, Stadio Giovanni di Vittorio
- 15 agosto, Giulianova, Parco Chico Mendes
- 17 agosto, Scalea
- 19 agosto, Lamezia Terme, Stadio Guido D'Ippolito
- 23 agosto, Celano, Piazza
- 29 settembre, Senigallia, Piazza Garibaldi
- 6 ottobre, Roma, Ippodromo Tor di Valle
- 11 novembre, Cagliari
- 17 novembre, Torino, Parcheggio Caio Mario
- 2 dicembre, Palermo, Porto
- 9 dicembre, Modena
- 23 dicembre, Napoli

## 2001
- 13 gennaio, Verona, Piazzale Atleti Azzurri d'Italia
- 20 gennaio, Milano
- 3 febbraio, Roma, Piazza Conca d'Oro
- 24 maggio,  Eritrea, Asmara, Concerto per il decennale dell'indipendenza dell'Eritrea
- 24 giugno, Roma, Circo Massimo, concerto gratuito
- 28 giugno,  Malta, Malta, Stadio di Ta' Qali, nell'ambito dell'Heineken Jammin' Festival

## 2001 One man band... or not?
- 9 luglio, Firenze, Piazzale Michelangelo
- 19 luglio, Santa Maria Capua Vetere, Istituto Angiulli
- 24 luglio, Lignano Sabbiadoro, Arena Alpe Adria
- 27 luglio, Massa Marittima, Piazza del Duomo
- 29 luglio, Ventimiglia, Piazza della Libertà
- 1º agosto, Alassio, Parco S.Rocco/Auditorium Enrico Simonetti
- 4 agosto, Otranto, Fossato del Castello
- 6 agosto, Villapiana, Anfiteatro
- 9 agosto, Rimini, Piazza Cavour
- 12 agosto, Barletta, Castello Svevo
- 15 agosto, Viareggio, Festival Puccini, Teatro all'aperto
- 17 agosto, Pescara, Teatro D'Annunzio
- 19 agosto, Termoli, Piazza S.Antonio
- 21 agosto, Cerveteri, Parco della Legnara
- 23 agosto, Anagni, Piazza Cavour
- 25 agosto, Marina Di Leporano, Canneto Beach
- 28 agosto, Siracusa, Anfiteatro Romano
- 30 agosto, Agrigento, Teatro Valle dei Templi
- 1º settembre, Catania, Villa Bellini
- 3 settembre, Selinunte, Parco Archeologico
- 5 settembre, Palermo, Teatro di Verdura
- 7 settembre, Paestum, Valle dei Templi
- 9 settembre, Modena, Festa de l'Unità/Arena Spettacoli
- 13 settembre, Milano, Festa de l'Unità/Palavobis
- 18 settembre, Bari, Stadio della Vittoria
- 20 settembre, Genova, Festa de l'Unità/Palasport
- 22 settembre, Alba, Piazza S.Paolo
- 24 settembre, Isola di Lampedusa, Lungomare
- 28 settembre,  Svizzera, Bellinzona, Palabasket
- 2 ottobre, Priolo Gargallo, Piazzale del Municipio
- 5 ottobre, Biancavilla, Piazza Roma
- 7 ottobre, Palermo, Teatro di Verdura
- 14 ottobre, Palermo, Teatro di Verdura
- 25 novembre, Bologna, Teatro Europauditorium
- 27 novembre, Torino, Teatro Colosseo
- 29 novembre, Prato, Teatro Politeama Pratese
- 9 dicembre, Lecce, Teatro Politeama Greco
- 12 dicembre, Ravenna, Pala De Andrè
- 14 dicembre, Sulmona, Teatro Comunale Maria Caniglia
- 16 dicembre, Trieste, Teatro Politeama Rossetti
- 18 dicembre, Carrara, Teatro Verdi
- 20 dicembre, Arezzo, Centro Affari e Convegni

## 2002 One man band... or not? forever
- 4 gennaio, Cosenza, Teatro Comunale Alfonso Rendano
- 22 gennaio, La Spezia, Teatro Tenda
- 24 gennaio, Ascoli Piceno, Teatro Ventidio Basso
- 26 gennaio, Ascoli Piceno, Teatro Ventidio Basso
- 31 gennaio, Martina Franca, Teatro Nuovo
- 2 febbraio, Montecatini Terme, Nuovo Teatro Verdi
- 7 febbraio, Piacenza, Teatro Politeama
- 14 febbraio, Livorno, Teatro La Gran Guardia
- 22 febbraio, Legnano, Teatro Galleria
- 24 febbraio, Alassio, Palasport
- 28 febbraio, Jesi, Teatro Comunale Giovan Battista Pergolesi
- 2 marzo, Orvieto, Teatro Luigi Mancinelli
- 13 aprile,  Stati Uniti, Atlantic City, Trump Taj Mahal
- 14 aprile,  Canada, Toronto, Massey Hall
- 9 giugno,  Giappone, Sendai, Casa Azzurra
- 2 luglio, Vigevano, Castello Sforzesco
- 4 luglio, Sesto Fiorentino, Parco Villa Solaria
- 6 luglio, Gubbio, Piazza Grande
- 13 luglio, Pescara, Arena Gaslini
- 19 luglio, Treviso, Piazza Burchiellati
- 20 luglio, Asti, Piazza della Cattedrale
- 27 luglio, Zoagli, Piazza XXVII Dicembre
- 29 luglio, Paternò, Rocca Normanna
- 31 luglio, Noto, Stadio Comunale
- 2 agosto, Brolo, Campo Sportivo
- 4 agosto, Orbetello, Parco Della Crociere
- 6 agosto, Pesaro, Piazza Roma
- 12 ottobre, Eboli, PalaSele
- 19 ottobre, Varese, Palaignis
- 24 ottobre, Parma, Palaraschi
- 26 ottobre, Porto Sant'Elpidio, Piazzale ex Stadio Serafini
- 28 dicembre, Potenza, Palatenda, il ricavato della serata è andato ai terremotati del Molise

## 2003 One man band... or not? forever
- 1º gennaio, Vibo Valentia, Piazza S. Leoluca, Concerto Gratuito
- 4 gennaio, Barcellona Pozzo di Gotto, Pala Alberti
- 18 febbraio, Bergamo, Teatro Gaetano Donizetti
- 25 febbraio, Gallipoli, Teatro Italia
- 27 febbraio, Sassari, Palasport
- 1º marzo, Rieti, Palaloniano
- 27 marzo, Cesena, Nuovo Teatro Carisport
- 29 marzo, Savigliano, Teatro Tenda
- 2 aprile,  Svizzera, Lugano, Palazzo Dei Congressi
- 21 giugno,  Austria, Vienna, Danube Island Festival
- 13 luglio, Ascoli Piceno, Centro Commerciale Stella
- 2 agosto, Ladispoli, Arena Spettacoli
- 4 agosto, Bacoli, Stadio Tony Chiovato
- 6 agosto, Otranto, Fossato Del Castello
- 8 agosto, Vieste, Piazzetta Hotel Pizzomunno
- 10 agosto, San Lucido, Stadio Comunale Provenzano
- 12 agosto, Cittanova, Stadio Comunale
- 17 agosto, Sciacca, Stadio Luigi Riccardo Gurrera
- 19 agosto, Catania, Villa Bellini
- 21 agosto, Cefalù, Teatro Arena Dafne
- 23 agosto, Terracina, Area Del Molo
- 25 agosto, Catanzaro, Arena Magna Grecia
- 27 agosto, Trenta, Campo Sportivo
- 30 agosto, Marina Di Pietrasanta, Teatro La Versiliana
- 3 settembre, Gela, Stadio Vincenzo Presti
- 5 settembre, Viterbo, Prato Giardino
- 9 settembre, Chianciano Terme, Parco Fucoli
- 12 settembre, Pagani, Arena Pignataro
- 14 settembre, Solopaca, Campo Sportivo
- 29 settembre, Palermo, Circolo Del Tennis
- 21 novembre, Padova, Teatro Giuseppe Verdi
- 11 dicembre, Milano, Magazzini Generali
- 13 dicembre, Pianello Di Genga, Stabilimento Merloni Termosanitari
- 31 dicembre, Salerno, Piazza Giovanni Amendola

## 2003 One man band... or not? forever tour/ Che fantastica storia è la vita
- 7 febbraio, Saint-Vincent, Sala gran paradiso grand'hotel billia
- 24 febbraio, Venezia, ca'noghera venice casino
- 1º maggio, Porto d'Ascoli, Campo sportivo sabatino d'angelo
- 9 maggio, Manfredonia, Piazzale S.Giuseppe

## 2004 Che fantastica storia è la vita
- 5 giugno, Codrongianos, Piazza della cattedrale SS.Trinità di Saccargia
- 19 giugno, Senise, Stadio Giabattista Rossi

## 2004 Campus Live Tour
- 7 dicembre, Torino, Mazda Palace
- 9 dicembre, Genova, Mazda Palace
- 11 dicembre, Milano, Mazda Palace

### Formazione
- Amedeo Bianchi: sax, sax clarino
- Alessandro Centofanti: organo Hammond, tastiere
- Marco Rinalduzzi: chitarra classica ed elettrica
- Giovanni Di Caprio: chitarra elettrica ed acustica
- Maurizio Perfetto: chitarra classica ed elettrica
- Fabio Pignatelli: basso
- Derek Wilson: batteria

## 2005 Campus Live Tour
- 8 gennaio, Trieste, Palatrieste
- 5 febbraio, Ancona, Palarossini
- 10 febbraio, Andria, Palasport
- 12 febbraio, Palermo, Palasport
- 14 febbraio, Acireale, Palasport
- 25 febbraio, Firenze, Nelson Mandela Forum
- 12 marzo, Roma, PalaLottomatica
- 14 marzo, Lanciano, Fiera
- 18 marzo, Verona, Palasport
- 21 marzo, Bologna, Paladozza
- 31 marzo, Cuneo, Palasport
- 2 aprile, Padova, PalaFabris
- 9 aprile, Castel Morrone, PalaMaggiò
- 11 aprile, Taranto, Palamazzola
- 15 aprile, Livorno, PalaMacchia
- 17 aprile, Ravenna, Pala De Andrè
- 25 aprile, Mestre, Parco S.Giuliano
- 1º maggio, Pescara, Piazza Della Stazione
- 7 maggio, Capo Rizzuto, Piazza
- 7 giugno, Cinquevie di Nola, Piazza Vittorio Narni Mancinelli
- 26 giugno, Grottaminarda, Campo Sportivo
- 14 luglio, Sirolo, Teatro Alle Cave
- 16 luglio, Santa Severa, Castello
- 20 luglio, Foggia, Anfiteatro Del Mediterraneo
- 23 luglio, Pontinia, Piazza Indipendenza
- 26 luglio, Massa, Piazza Aranci
- 28 luglio, Parma, Piazzale Della Pilotta
- 30 luglio, Cagliari, Piazza Dei Centomila, nell'ambito di Tim Tour Venditti esegue alcuni brani
- 31 luglio, Trapani, Stadio Polisportivo Provinciale
- 2 agosto, Vittoria, Gran Teatro Fiera Emaia
- 4 agosto, Manduria, Stadio Nino Dimitri
- 6 agosto, Giulianova, Stadio Rubens Fadini
- 8 agosto, Casamicciola Terme, Piazza Delle Terme
- 10 agosto, Trani, Piazza Duomo
- 12 agosto, Montepaone Lido, Spiaggia "Via Del Mare", Tour Arancio
- 15 agosto, Pontecorvo, Piazza De Gasperi
- 17 agosto, Ostuni, Stadio Comunale
- 20 agosto, Lecce, Piazza Sant'Oronzo, nell'ambito di Tim Tour Venditti esegue alcuni brani
- 25 agosto, Spello, Villa Fidelia/Prato Della Magnolia
- 27 agosto, Viareggio, Festival Puccini, Teatro all'aperto
- 29 agosto, Palinuro, Porto
- 31 agosto, Lauro, Piazza Municipio
- 2 settembre, Palermo, Teatro di Verdura
- 5 settembre, Viggiano, Piazza Giovanni Xxii
- 8 settembre, Milano Mazda Palace
- 10 settembre, Gallipoli, Area Portuale
- 13 settembre, Carini, Piazza Duomo
- 15 settembre, Modena, Festa de l'Unità/Arena sul Lago
- 17 settembre, Genova, Festa de l'Unità/Padiglione C Fiera di Genova
- 22 settembre,  Slovenia, Nova Gorica, Hit Casinò Perla (Extra Tour)
- 23 ottobre,  Canada, Rama (Ontario), Orillia Casinò Rama
- 9 novembre, Firenze, Saschall
- 14 novembre, Este, Palaeste
- 16 novembre, Pavia, Palaravizza
- 18 novembre, Napoli, Palapartenope
- 25 novembre, Messina, Piazza Duomo
- 10 dicembre, Rieti, PalaSojourner

### Formazione
- Marco Rinalduzzi: chitarra classica ed elettrica
- Amedeo Bianchi: sax, sax clarino
- Alessandro Centofanti: organo Hammond, tastiere
- Giovanni Di Caprio: chitarra elettrica ed acustica
- Maurizio Perfetto: chitarra classica ed elettrica
- Fabio Pignatelli: basso
- Derek Wilson: batteria

## 2006
- 15 marzo, Torino, Medals Plaza, in occasione delle Paralimpiadi invernali Torino 2006
- 29 aprile, Avellino, Teatro Carlo Gesualdo, concerto di beneficenza
- 8 maggio, Bologna, Europa Auditorium Mario Cagli, concerto di beneficenza
- 11 maggio, Melilli, Piazza S.Sebastiano
- 9 giugno, Salerno, Piazza Mazzini
- 16 giugno, Oppido Lucano, Piazza Salvo D'Acquisto
- 18 giugno, Campobasso, Piazza Prefettura
- 7 luglio, Sanremo, Roof Garden Casinò
- 14 luglio, Varallo Sesia, Piazza Vittorio Emanuele
- 16 luglio, Colubro-Artena
- 19 agosto, Palestrina, Piazza Italia
- 24 agosto, Oliena, Campo Sportivo
- 3 settembre, Palagonia, Stadio Comunale
- 5 settembre, Campofelice di Roccella, Piazza
- 10 settembre, Scala, Piazza del Duomo
- 16 settembre, Casal Velino, Piazza Marconi
- 18 settembre, Mirabella Eclano, Piazza XXIV Maggio
- 30 settembre, Napoli, Mostra D'oltremare, durante la Notte Bianca di Napoli
- 31 dicembre, Corato, Piazza Cesare Battisti

## 2007
- 1º maggio, Raffadali, Piazza Progresso
- 19 maggio, Canepina, Piazza Primo Maggio
- 28 luglio, Mazara del Vallo, Piazzale Quinci
- 4 agosto, Monte San Giovanni Campano, località La Lucca
- 16 agosto, Cisterna di Latina, Piazza XIX Marzo
- 19 agosto, Reggio Calabria, Piazza Indipendenza Lungomare
- 3 settembre, Portici, Reggia
- 8 settembre, Sala Consilina, Campo Sportivo "O. Rossi"
- 23 settembre, Chieti, Scalo Piazzale del Campus Universitario G. D'Annunzio

## 2008 Dalla pelle al cuore Tour
- 8 marzo, Padova, Pala Net
- 9 marzo, Padova, Pala Net
- 13 marzo, Conversano, Pala San Giacomo
- 15 marzo, Palermo, Palazzetto dello sport
- 20 marzo, Bologna, Palamalaguti
- 27 marzo, Milano, Mediolanum Forum
- 29 marzo, Torino, Mazda Palace
- 4-5 aprile, Roma, PalaLottomatica
- 10 aprile, Mantova, Pala Bam
- 12 aprile, Firenze, Nelson Mandela Forum
- 17 aprile, Genova, Vaillant Palace
- 19 aprile, Pescara, Pala Giovanni Paolo II
- 2 agosto, Barletta, Fossato del Castello
- 4 agosto, Grosseto, Stadio del Baseball
- 6 agosto, Sabaudia, Teatro del Mare
- 10 agosto, Marsala, Piazza della Vittoria
- 12 agosto, Lecce, Stadio Via del Mare
- 21 agosto, Cagliari, Anfiteatro Romano
- 23 agosto, Alghero, Anfiteatro Maria Pia
- 30 agosto, Taormina, Teatro Antico
- 4 settembre, Napoli, Arena Flegrea
- 15 novembre, Ancona, Pala Rossini
- 18 novembre, Roma, Palalottomatica
- 22 novembre, Conegliano, Palasport
- 29 novembre, Torino, Pala Olimpico Isozaki
- 11 dicembre, Perugia, Pala Evangelisti
- 13 dicembre, Livorno, Pala Algida
- 18 dicembre, Forlì, Pala Fiera
- 20 dicembre, Milano, Mediolanum Forum

## Regali Di Natale
- 25 dicembre, Roma, Auditorium Parco Della Musica, Sala Santa Cecilia
- 27 dicembre, Roma, Auditorium Parco Della Musica, Sala Santa Cecilia
- 29 dicembre, Roma, Auditorium Parco Della Musica, Sala Santa Cecilia
- 31 dicembre, Roma, Auditorium Parco Della Musica, Sala Santa Cecilia

## Unica Tour 2012
- 8-9 marzo, Roma, PalaLottomatica
- 17 marzo, Acireale, Palasport
- 24 marzo, Conegliano, Spes Arena
- 27 marzo, Milano, Mediolanum Forum
- 31 marzo, Ancona, Pala Rossini
- 14 aprile, Bologna, PalaDozza
- 19 aprile, Genova, 105 Stadium
- 21 aprile, Torino, PalaOlimpico
- 23 aprile, Firenze, Nelson Mandela Forum
- 26 aprile, Bari, Palaflorio
- 28 aprile, Napoli, Palapartenope
- 5 maggio, Roma, PalaLottomatica
- 24 maggio, Perugia, PalaEvangelisti
- 9 luglio, Verona, Arena di Verona

### Musicisti
- Derek Wilson - batteria
- Alessandro Canini - batteria, percussioni e chitarra
- Fabio Pignatelli - basso elettrico
- Alessandro Centofanti - pianoforte, organo e tastiere
- Danilo Cherni - tastiere
- Toti Panzanelli - chitarra elettrica
- Maurizio Perfetto - chitarre
- Amedeo Bianchi - sax
- Sandy Chambers e Julia St. Louis - cori

## Unica Tour 2013
- 16 luglio, Piombino, Piazza Bovio
- 25 luglio, Sarzana, Piazza Matteotti
- 1º agosto, Cassino, Archi Village
- 4 agosto, Chieti, Piazza San Giustino
- 13 agosto, Nettuno, Stadio del baseball
- 17 agosto, Castel di Sangro, Stadio Teofilo Patini
- 26 agosto, Taormina, Teatro Antico
- 28 agosto, Agrigento, Valle dei Templi
- 1º settembre,  Malta, La Valletta, Stadio di Ta' Qali
- 6 ottobre, Rimini, 105 Stadium
- 13 ottobre, Padova, Gran Teatro Geox
- 5 novembre,  Svizzera, Basilea, Avo Session
- 21 dicembre, Caltanissetta, Palazzo Dello Sport

### Musicisti
- Derek Wilson - batteria
- Alessandro Canini - batteria, percussioni e chitarra
- Fabio Pignatelli - basso elettrico
- Alessandro Centofanti - pianoforte, organo e tastiere
- Danilo Cherni - tastiere
- Toti Panzanelli - chitarra elettrica
- Maurizio Perfetto - chitarre
- Amedeo Bianchi - sax
- Sandy Chambers e Julia St. Louis - cori

## 70-80...Ritorno al futuro
- 3 febbraio, Bologna, Teatro Europauditorium
- 5 febbraio, Bergamo, Teatro Creberg
- 11 febbraio, Trieste, Teatro Rossetti
- 15 febbraio, Cesena, Nuovo Teatro Carisport
- 24 febbraio, Milano, Teatro Degli Arcimboldi
- 28 febbraio, Cremona, Teatro Ponchielli
- 3 marzo, Firenze, Teatro Verdi
- 11 marzo, Napoli, Teatro Augusteo
- 15 marzo, Catania, Teatro Metropolitan
- 19 marzo, Genova, Teatro Carlo Felice
- 22 marzo, Campione d'Italia, Salone delle Feste del Casinò
- 28 marzo, Padova, Gran Teatro Geox
- 30 marzo, Montecatini Terme, Teatro Verdi
- 9 aprile, Torino, Auditorium del Lingotto
- 15 aprile, Milano, Teatro Degli Arcimboldi
- 17 aprile, Mantova, Granteatro
- 11 luglio, Siena, Piazza del Campo GRATUITO

### Musicisti
- Alessandro Canini - batteria, chitarra, basso, ritmica
- Alessandro Centofanti - pianoforte, organo, tastiere
- Danilo Cherni - tastiere
- Amedeo Bianchi - sax

## La Festa
- 8-9 marzo, Roma, Palalottomatica

### Musicisti
(Gruppo 1, contrassegnato in scaletta con *)
- Alessandro Canini - batteria, chitarra, basso, ritmica
- Alessandro Centofanti - pianoforte, organo, tastiere
- Danilo Cherni - tastiere
- Amedeo Bianchi - sax

(Gruppo 2, contrassegnato in scaletta con °)
Stradaperta, formati da:
- Renato Bartolini - chitarra acustica, chitarra elettrica, mandolino
- Rodolfo Lamorgese - chitarra acustica, armonica
- Claudio Prosperini - chitarra elettrica
- Marco Vannozzi - basso

(Gruppo 3, contrassegnato in scaletta con ^)
- Mario Schilirò - chitarra elettrica
- Benedetto "Toti" Panzanelli - chitarra elettrica
- Derek Wilson - batteria
- Fabio Pignatelli - basso
- Maurizio Perfetto - chitarra acustica, chitarra elettrica
- Carlo Verdone - batteria

### Scaletta
In occasione di queste due tappe speciali del tour "70.80 Ritorno Al Futuro", la scaletta non è la stessa del tour. (I brani senza i simboli *, °, ^ sono stati eseguiti da Antonello Venditti da solo al pianoforte)
- 1. Sotto il segno dei pesci*°
- 2. Bomba o non bomba*°
- 3. Sara*°
- 4. Giulia*°
- 5. Le tue mani su di me*
- 6. Modena*°
- 7. Dimmelo tu cos'è*
- 8. Grazie Roma
- 9. Roma capoccia
- 10. Ci vorrebbe un amico
- 11. Notte prima degli esami*^
- 12. Lilly*
- 13. Piero e Cinzia*^
- 14. Che fantastica storia è la vita*^
- 15. Il compleanno di Cristina*^
- 16. Dalla pelle al cuore*^
- 17. Indimenticabile*^
- 18. Unica*^
- 19. Settembre*
- 20. Amici mai*^
- 21. Alta marea*^
- 22. Benvenuti in paradiso*^
- 23. In questo mondo di ladri*^ (con Carlo Verdone)
- 24. Ricordati di me*^
- 25. Le cose della vita

## Tortuga Il Tour
- 5 settembre, Roma, Stadio Olimpico
- 17 settembre, Taormina, Teatro Antico
- 19 settembre, Palermo, Teatro di Verdura
- 21 novembre, Padova, Arena Spettacoli Padova Fiere pad.7
- 25 novembre, Casalecchio di Reno, Unipol Arena
- 28 novembre, Torino, Palaolimpico
- 1º dicembre, Assago, Mediolanum Forum
- 3 dicembre, Pescara, Palasport Giovanni Paolo II
- 5 dicembre, Firenze, Nelson Mandela Forum
- 8 dicembre, Napoli, Teatro PalaPartenope
- 10 dicembre, Taranto, PalaMazzola
- 12 dicembre, Andria, Palasport
- 19 dicembre, Ancona, Palarossini
- 7 maggio, Acireale, Palasport
- 10 maggio, Bari, Teatro Team
- 12 maggio, Cesena, Carisport
- 14 maggio, Montichiari, Pala George
- 20 maggio, Milano, Teatro degli Arcimboldi
- 22 maggio, Livorno, Modigliani Forum
- 24 maggio, Genova, Teatro Carlo Felice

### Musicisti
- Alessandro Canini - batteria, percussioni, chitarre
- Derek Wilson - batteria
- Amedeo Bianchi - sax
- Fabio Pignatelli - basso
- Maurizio Perfetto - chitarre
- Toti Panzanelli - chitarre
- Danilo Cherni - tastiere, hammond
- Angelo Abate - pianoforte, hammond
- Fabiana Sirigu - violino
- Marzia Foglietta - cori
- Laura Ugolini - cori
- Laura Marafioti - cori
- Gianni Savelli - sax
- Mario Corvini - trombone
- Claudio Corvini - tromba

Al concerto del 5 settembre 2015 allo Stadio Olimpico di Roma ha partecipato a 5 brani il gruppo storico Stradaperta, formato da:
- Rodolfo Lamorgese - chitarra acustica, armonica
- Renato Bartolini - chitarre, mandolino
- Claudio Prosperini - chitarra elettrica
- Marco Vannozzi - basso

## Tortuga In Paradiso
- 15 luglio, Roma, Auditorium Parco Della Musica, Cavea

Il concerto del 15 luglio 2016 è conseguenza del rinvio delle date previste il 27 e 28 dicembre 2015 alla Sala Santa Cecilia dell'Auditorium Parco Della Musica di Roma in occasione di un tour denominato "Tortuga Natale In Paradiso". 
- 8 ottobre, Milano, Open Air Theatre - ex area Expo (concerto gratuito).